# Зейфман, Вил Иосифович
Ви́л Ио́сифович Зе́йфман (11 мая 1911 года, Кельцы, Российская империя — 12 октября 1971 года, Ташкент, СССР) — советский учёный-биохимик, кандидат наук, наладивший промышленное производство пенициллина в Советском Союзе. Репрессирован.

## Биография
Вил Иосифович (при рождении — Хаим Иосифович, Вил — аббревиатура от имени вождя пролетариата) Зейфман родился в 1911 г. в городе Кельцы на территории современной Польши. Отец — портной, мать — белошвейка. В 1914 г. семья переехала в Коканд, а в 1921 г. — в Ташкент, где Зейфман закончил школу и поступил в институт. Завершил обучение в 1932 г. в Химико-технологическом институте.
После службы в Красной армии два года работал в Институте чистых химических реактивов, а в 1936 г. переехал в подмосковный поселок Обухово для работы на заводе «Акрихин».
В начале 1940 г. призван в кадры РККА, с лета 1943 г. в составе отдельного батальона химической защиты участвовал в боях 3-го Украинского фронта; был ранен, получил тяжелую контузию. За обеспечение дымовой завесы при переправе через р. Днепр войск 6-й Армии В. И. Зейфман был представлен 6 января 1944 к Ордену Красной звезды; за бои в районе Бендеры-Суворовская гора В. И. Зейфман награжден Орденом Отечественной войны II степени. В 1945 г. выполнял роль советника командующего 1-й Болгарской армии по технической части, от болгарского командования получил орден Белого Орла с мечами.
В 1946 году В. И. Зейфман назначен заведующим лабораторией технологии пенициллина во Всесоюзном химико-фармацевтическом институте (ВНИХФИ), a затем лабораторией в новом НИИ пенициллина. На базе возглавляемой Зейфманом лаборатории была создана полузаводская установка, на которой производился пенициллиновый продукт, обладавший низкой активностью и вызывавший у многих пациентов повышение температуры. В то же время пенициллин, поступавший из-за границы, был гораздо качественнее и производился в промышленном масштабе.
В 1947 году заместитель министра здравоохранения СССР А. Г. Натрадзе и министр медицинской промышленности А. Ф. Третьяков обосновали перед правительством необходимость послать в США и Англию комиссию специалистов, которая смогла бы помочь советским зарубежным торговым организациям сделать правильный выбор в покупке технологии и новейшего оборудования для производства пенициллина.
По указанию А. И. Микояна была создана комиссия в составе директора вновь созданного ВНИИ пенициллина профессора Н. М. Бородина, сотрудника ВНИХФИ профессора Л. М. Уткина и Вила Зейфмана, возглавившего во ВНИИП отдел экспериментальной технологии. В августе 1947 г. комиссия выехала в Великобританию.
В США существовал запрет на продажу любых технологий, связанных с производством пенициллина. Однако Эрнст Чейн, автор и владелец английского патента на получение пенициллина нужного качества, предложил свою помощь Советскому Союзу. Зейфман ознакомился с работами, проводимыми Чейном, и вывез из Англии штамм культуры, продуцирующей стрептомицин, который послужил первоосновой производства этого активного средства борьбы с туберкулёзом. 
В сентябре 1948 года комиссия советских учёных, завершив работу, вернулась на родину. В 1948—1949 гг. Зейфман наладил в Москве опытный завод по выпуску пенициллина, после чего был обвинен в низкопоклонстве перед буржуазной наукой, преступной связи с английскими учёными, нанесении государству материального ущерба, исключен из партии и в январе 1950 г. арестован. Полтора года Зейфман находился под следствием в Бутырке, Лефортове и Сухановке. Сначала Зейфман был арестован по статье 58-1а, затем дело было переквалифицировано и он был осуждён к 5 годам по статье 7-35 УК РСФСР к высылке в Красноярский край.
Ещё до ареста Зейфман отказался от включения в список претендентов на Сталинскую премию, публично заявив, что не может получать награду за создание советского пенициллина, так как это британское достижение. Предавшие его сотрудники лаборатории ВНИХФИ в марте 1950 года, вскоре после ареста Зейфмана, стали лауреатами Сталинской премии за освоение производства кристаллического пенициллина.
С сентября 1951 г. Зейфман находился в ссылке в Красноярском крае; освобожден Указом Президиума Верховного Совета СССР от 27.03.1953 по амнистии. В апреле 1957 г. вернулся во ВНИХФИ на должность главного инженера экспериментального завода, где выполнил обширный круг исследований по получению советских медицинских препаратов. Впоследствии защитил кандидатскую диссертацию. В последние годы работал во Всесоюзном заочном институте пищевой промышленности, где на кафедре аналитической химии изучал влияние различных полимеров на осветление виноградных вин. Скончался 12 октября 1971 г. во время командировки в Ташкент, был похоронен в Москве, на Донском кладбище.